# Mertensie maritime
Mertensia maritima
Espèce
Classification phylogénétique
La Mertensie maritime (Mertensia maritima) est une plante herbacée vivace et rampante de la famille des Boraginacées.

## Noms français
Cette espèce est nommée en français de ses noms vulgarisés « Mertensie maritime » et « Pulmonaire de Virginie » ainsi que de ses noms vernaculaires « Huître végétale », « Huître potagère » et « Sanguine de mer »,.

## Description

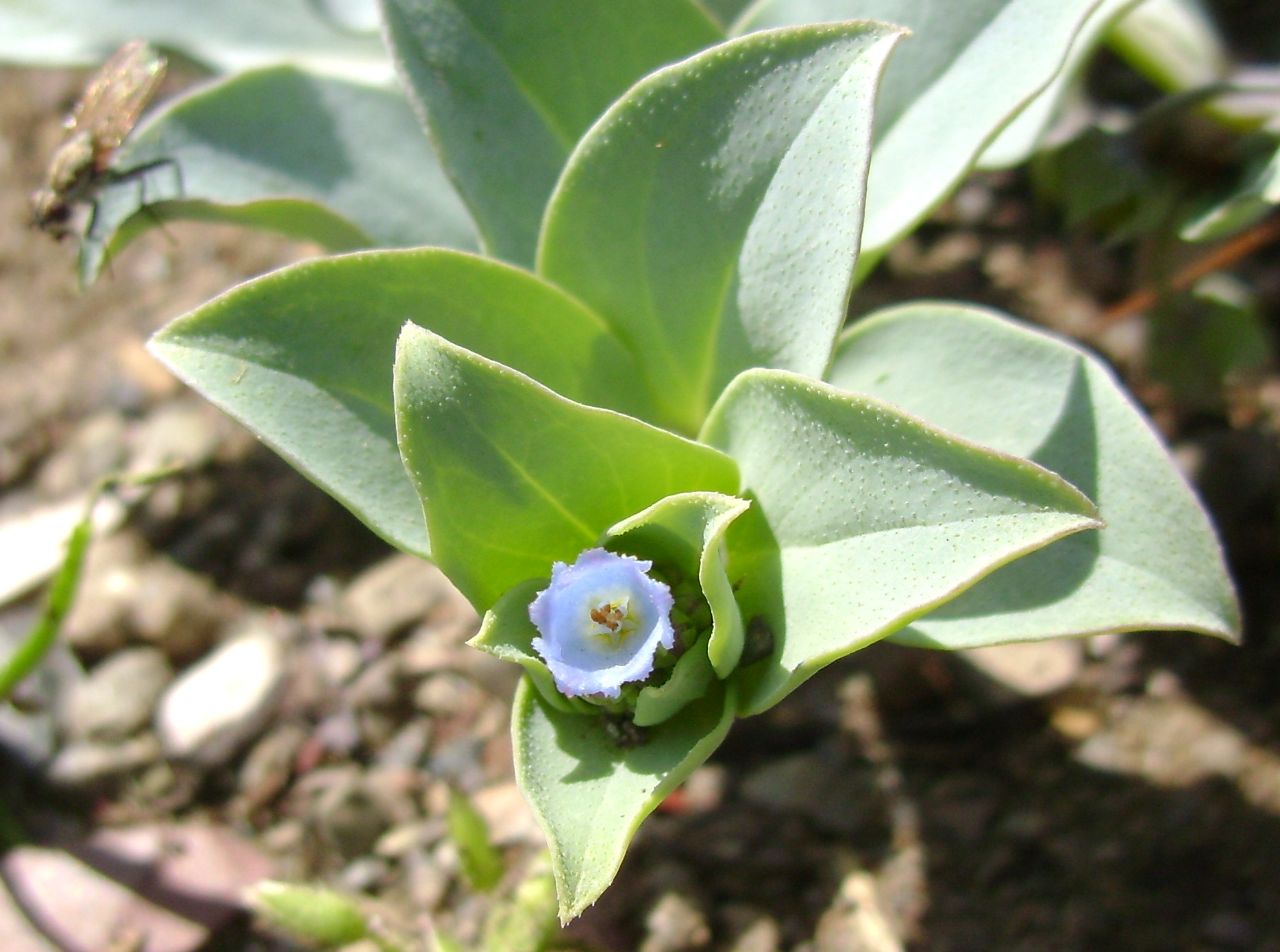
Gros plan sur une fleur

La Mertensie maritime est une plante rampante, généralement glabre et vert glauque, formant souvent des coussins. Ses tiges fortement ramifiées mesurent jusqu'à 60 cm et portent des feuilles légèrement charnues de 0,5 à 6 cm de long. Elles sont de forme spatulées, obovales ou lancéolées, obtuses ou apiculées, les inférieures pétiolées, les supérieures sessiles ; le limbe est glabre et entier et est ponctué de glandes salines au-dessus
La plante porte, en cymes terminales ramifiées, des fleurs aux bractées foliacées et aux corolles cylindriques à campanulées roses ou blanches bleuissant une fois fécondées. Leur pédicelle mesure de 2 à 10 mm de long et se recourbe à la maturité du fruit, une nucule charnue aplatie de 6 mm de diamètre. 

## Biologie

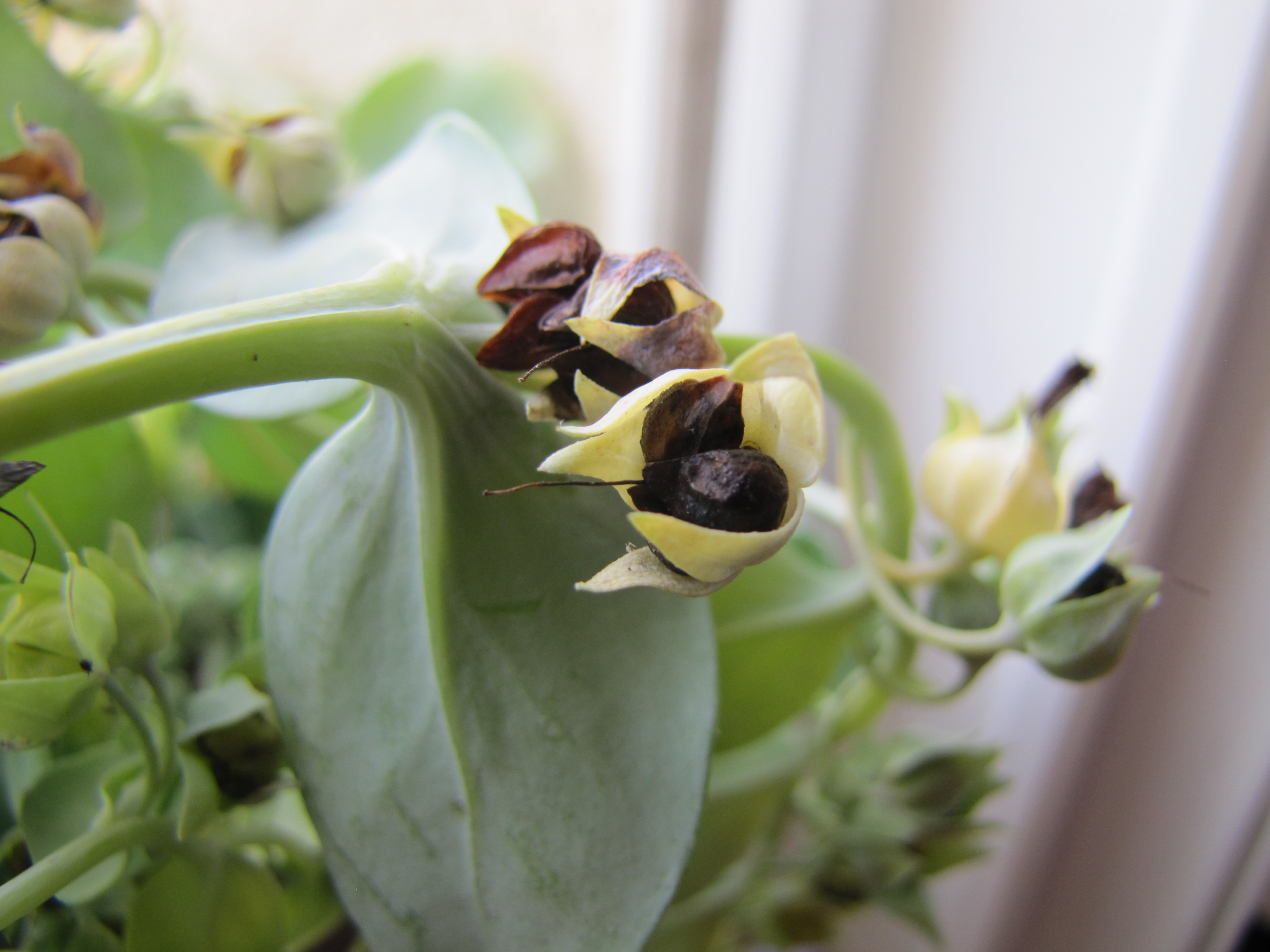
Fruits de Mertensia maritime

La Mertensie maritime est une plante vivace résistante au froid, dont les parties aériennes disparaissent à la fin de l'automne après la floraison de juin et juillet et qui produit de nombreuses graines ; de mi-septembre à mi-décembre seules survivent les parties souterraines et la plante réapparaît au printemps.

## Répartition

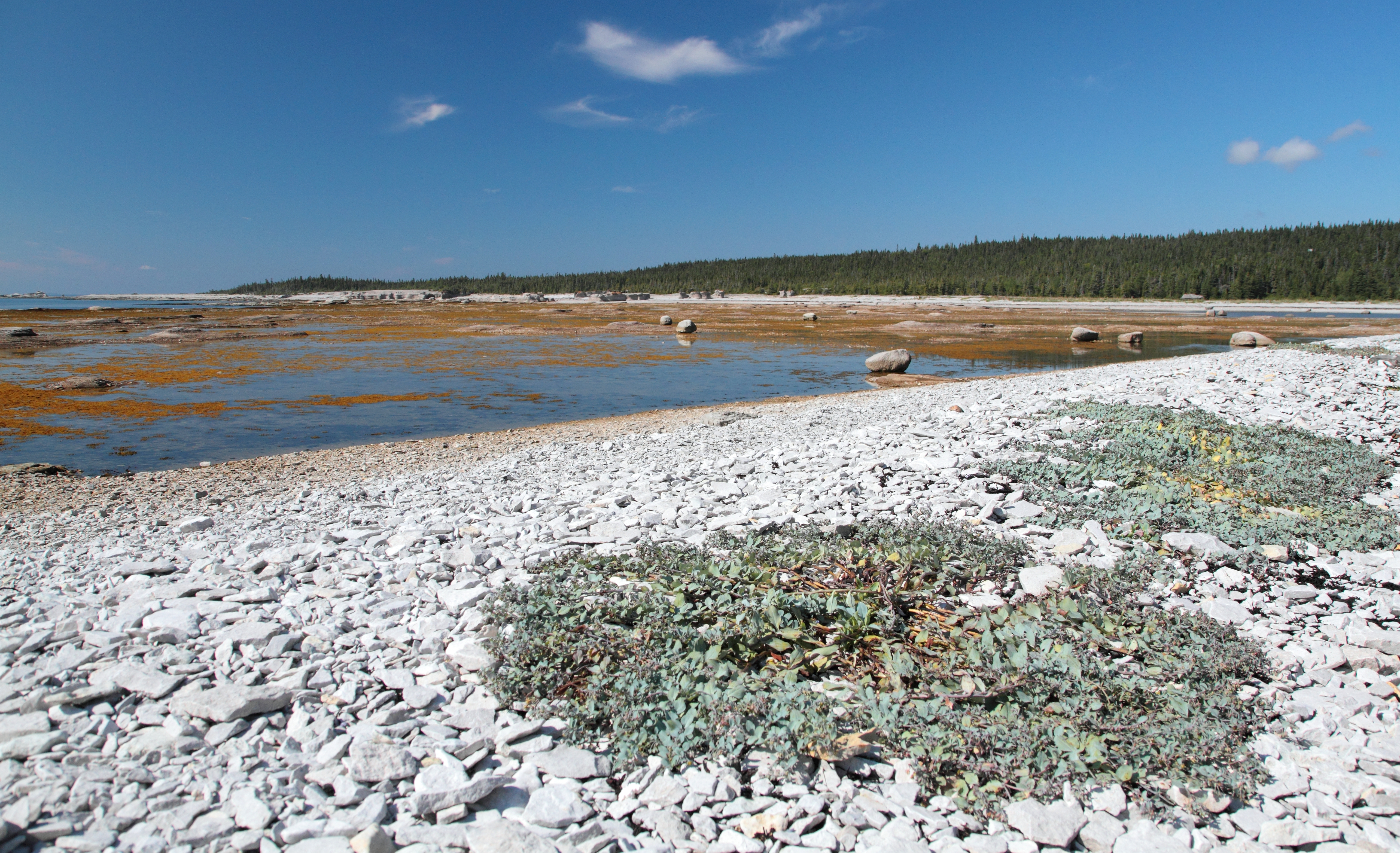
Réserve de parc national de l'Archipel-de-Mingan, Québec, Canada

Cette espèce apprécie les plages de sable et de galets.
La Mertensie maritime est présente au Nord de l'hémisphère Nord. 
En Asie, elle est se retrouve en Sibérie dont la Iamalie et la péninsule de Taïmyr ainsi que dans les régions de l'extrême-Est russe comme l'île de Sakhaline, au Nord du Japon (Hokkaidô, Honshu) et en Corée. 
En Amérique, l'espèce est présente au Groënland, en Amérique sub-arctique dont l'Alaska et les territoires du Nord-Ouest, à l'Est du Canada (Québec, Nouvelle-Écosse, Ontario, Île-du-Prince-Édouard , Nouveau-Brunswick, et Terre-Neuve-et-Labrador), à l'Ouest du Canada (Manitoba, Colombie-Britannique, Nunavut) et aux USA (Maine, Massachusetts, New Hampshire).
En Europe, elle est présente en Irlande, en Grande-Bretagne, au Danemark,  en Norvège, en Suède, sur les îles Féroé, en Islande, au Svalbard et en Russie arctique (Carélie, Mourmansk, baie de Dvina). En limite de répartition sur les côtes normandes, elle aurait disparu à la suite d'une cueillette irraisonnée.

## Usages culinaires
Pour un article plus général, voir Liste des plantes à feuilles comestibles.

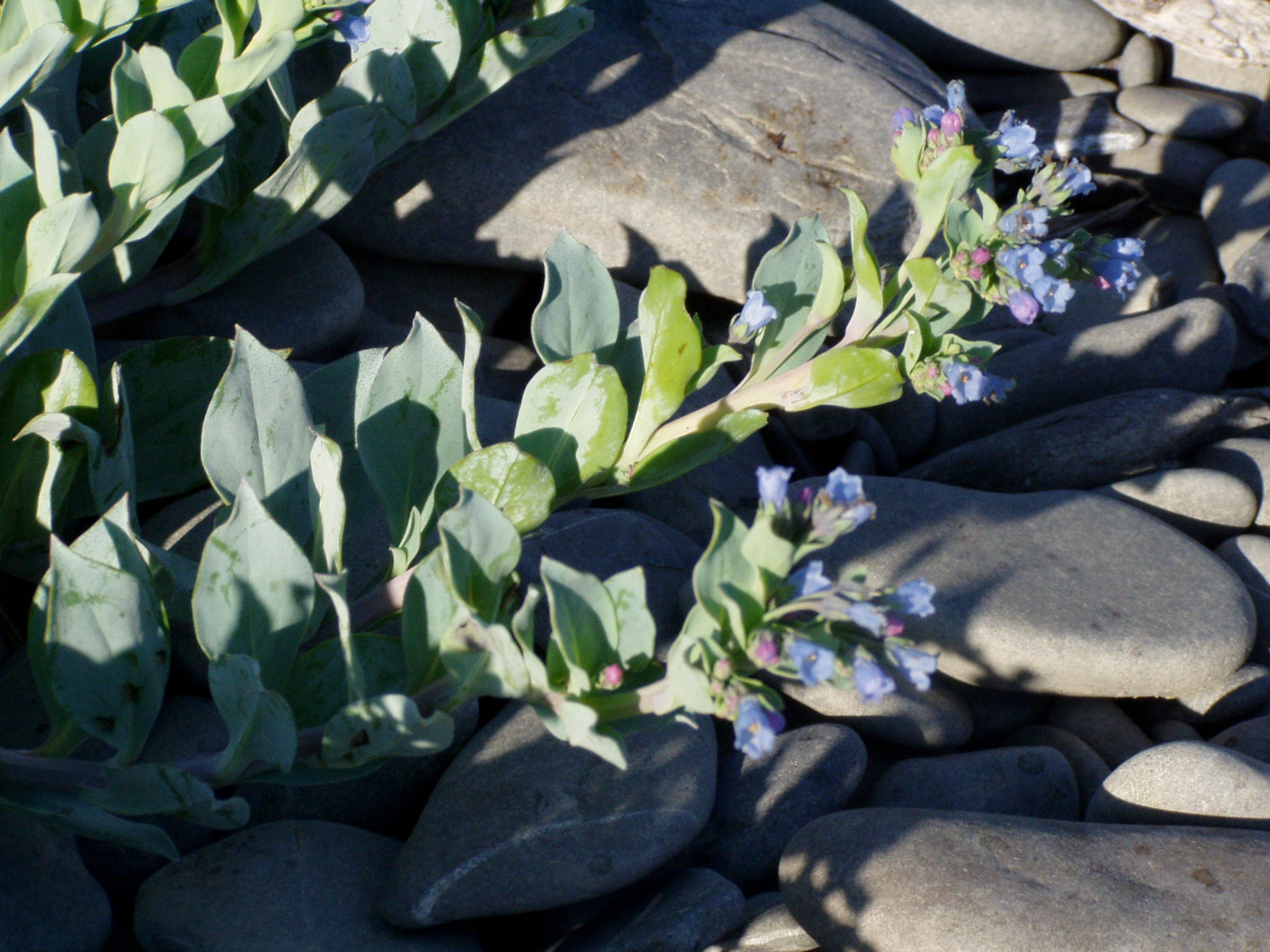
Mertensie maritime

Les feuilles de cette plante ont une étonnante saveur d'huître et étaient mangées comme légumes par diverses tribus indiennes de l'Amérique du Nord. Ses rhizomes auraient été consommés par les Inuits de l'Alaska, où cette espèce est également native. Les feuilles peuvent être utilisées en accompagnement de plats de poisson. Consommées crues, cuites, elles peuvent être conservées dans du vinaigre comme la Criste marine ou les salicornes,. Son goût s'estompe après la consommation de quelques feuilles, elle se prête donc plus à la décoration (verrines ou toasts) qu'à la composition de salades. On peut se la procurer dans des pépinières ou chez des poissonniers.
Cette plante peut être récoltée du printemps à l'automne. La cueillette du matin est conseillée afin de garder un maximum les arômes.

## Synonymie
Ensemble des basionymes selon Tropicos
- Pulmonaria maritima L.
- Pneumaria maritima (L.) Hill
- Lithospermum maritimum (L.) Lehm.
- Casselia maritima (L.) Dumort.
- Steenhammera maritima (L.) Rchb.
- Hippoglossum maritimum (L.) Hartm.
- Cerinthodes maritimum (L.) Kuntze